# Phytomyptera lacteipennis
Phytomyptera lacteipennis là một loài ruồi trong họ Tachinidae.